# 不思議のダンジョン 風来のシレンGB 月影村の怪物
『不思議のダンジョン 風来のシレンGB 月影村の怪物』（ふしぎのダンジョン ふうらいのシレンジービー つきかげむらのかいぶつ）は、1996年11月22日に日本のチュンソフトから発売されたゲームボーイ用ローグライクゲーム。

## 概要
同社による『不思議のダンジョンシリーズ』の1作であり、『風来のシレンシリーズ』のゲームボーイ用ソフト第1作目。主人公のシレンを操作し、月影村を舞台に村を脅かす怪物の謎を解く事が目的。「フェイの問題」と呼ばれるパズルモードが収録されている。
開発はアクアマリンが行い、第1作目となるスーパーファミコン用ソフト『不思議のダンジョン2 風来のシレン』（1995年）から引き続き参加したスタッフとして、製作は中村光一、企画・脚本は冨江慎一郎、音楽はすぎやまこういちが担当している他、監督はスーパーファミコン用ソフト『トルネコの大冒険 不思議のダンジョン』（1993年）を手掛けた長畑成一郎が担当している。
1999年にWindows用ソフト『不思議のダンジョン 風来のシレン 月影村の怪物』（ふしぎのダンジョン ふうらいのシレン つきかげむらのかいぶつ）として発売され、その後2002年にはオンラインサービスに対応したインターネット版も発売された。2010年には携帯電話ゲーム『風来のシレンDX 月影村の怪物』（ふうらいのシレンデラックス つきかげむらのかいぶつ）として配信された。さらに2011年にはAndroid版が、2012年には同Android版のauスマートパス会員向けバージョンが配信された。
ゲームボーイ版はゲーム誌『ファミ通』の「クロスレビュー」にてプラチナ殿堂を獲得した。

## ゲーム内容
シレンが旅の途中立ち寄った月影村で、生け贄にされた子供を救出し、村を悩ます怪物の謎を解き明かすことが主な目的である。カラーではないゲームボーイの欠点に配慮して、SFC版では色違いで表現されていたモンスターのレベルが数字で表示されている。スーパーゲームボーイを使った場合は固有のピクチャーフレームが表示され、カラー表示が可能になる。また、「フェイの問題」と呼ばれるパズルモードが本編から独立し、全100問の問題の中から自由に選択・挑戦することができるようになった。後に発売されたWindows版では問題の作成も可能になる。解像度の問題か、あるいはハード自体が比較的低年齢層向けだったためか、道具名や行動時のメッセージはひらがなで表記されている。

## ダンジョン
本作には二つのダンジョンが存在する。
供養峠
ゲーム本編。初期状態から3段階に難易度設定が可能で、難しくなるにつれて未識別の道具・モンスターの種類が増えるものの、ストーリーは先に進めることができる。しかし、最後のストーリーは「やさしい」では門前払いをくらい、「ふつう」ではオロチを倒す場面で終わる。本当の意味でクリアするには最高難易度の「むずかしい」で挑戦しなければならない。「むずかしい」はシリーズ唯一の往復ダンジョンであり、生贄であるフミちゃんを連れて月影村まで引き返して初めてクリアとなる(途中でフミちゃんがやられた場合は出口の方向が変わり、また戻らなければいけない。)。
月影村出口
月影村の生け贄問題を解決すると現れる最終ダンジョン。道具持込不可で杖・壷・腕輪のほか、草・巻物までもが未識別状態で登場する。ただしNPCは同伴可能。全50階。このダンジョンが登場すると、タイトルが『風来のデレンGB 月影村からの脱出』に変わり、このダンジョンをクリアすると『風来のミレン 月影村の恋人』に変わる。

## 登場キャラクター
ポチ
月影村に住みついている犬。「ケヤキちゃんにナデナデしてもらった恩」のため、シレンに協力する。性別はオス。
1フロアごとに部屋のどこかで「おしっこ」をする。「おしっこ」をされたマスは進入不可能になるが、ターンが経過すると消滅し、代わりに草系の道具が1個生成される。
タンモモ
月影村の神社に住みついている猫。命名したのはケヤキで、後ろ足が短いことからこの名前にしたらしい。性別はメス。
ペケジと同じく、仲間にする度に成長していく。初期は能力が低いうえ、ときどき誤ってシレンを攻撃する足手まといだが、最終的には『GB』の仲間で最も優秀な戦闘能力になる。
ニワトリ
月影村に住む鶏。自称「最強の鶏」。村人達の不甲斐なさに呆れ、自らオロチと戦うことを決意する。性別はメス。
1フロアごとに卵を1個産む。この卵を食べると満腹度が回復できるだけでなく、さらにランダムで有益な特殊効果を得られる。
ナギ
月影村に住む少年。村長の孫。フミを助け出そうとする。シレンによって救出される。
フミ
オロチに生贄として差し出された少女。シレンによって救出される。
こどもマムル
フミを助けたあとに、オロチに生贄として差し出されるマムル。救出するとそのあとでマムルの剣か盾を贈る。
ケヤキ
月影村の神社で手伝いをしている娘。旅ガラスであるシレンに恋をするが、その恋は叶わぬものであった。
ロクロウ
月影村の住人。よそ者であるシレンを嫌うが、活躍が増えると友好的な態度になる。
タグラ
ロクロウの息子。
ヨシゾウタ
月影村と関わりのある薬売り。実はオロチの正体で、魔物として生きる道を選んだ外道。
これまで生贄にされてきた子供たちを、儀式で完全な魔物にしてきた。生贄の子供たちの血から作った薬でオロチに変身した。
オロチ
炎を吐いて攻撃する。ドラゴン系に属する。
ボスなのだが、月影村出口にも通常モンスターとして出現する（その際HPは低くなっている）。『GB』のモンスターのなかで最も経験値が多い（2500）。
Win版では月影村出口にはドラゴンが出てくるようになったため出現しなくなり、代わりごみ壺ダンジョンの試し切り10Fに大量発生するようになっている。

## 他機種版

### 一覧
| No. | タイトル                                                      | 発売日         | 対応機種                              | 開発元       | 発売元       | メディア                        | 型式        | 備考                                                                                                 | 出典                 |
| --- | ------------------------------------------------------------- | -------------- | ------------------------------------- | ------------ | ------------ | ------------------------------- | ----------- | --- | -------------------- |
| 1   | 不思議のダンジョン 風来のシレン 月影村の怪物                  | 1999年12月8日  | Windows                               | アクアマリン | デジキューブ | CD-ROM                          | DWRPD-00035 | |                      |
| 2   | 不思議のダンジョン 風来のシレン 月影村の怪物 インターネット版 | 2002年5月4日   | Windows                               | アクアマリン | チュンソフト | ダウンロード                    | -           | ダウンロード専用として発売                                                                           | [ 2 ] [ 3 ]          |
| 3   | 不思議のダンジョン 風来のシレン 月影村の怪物 インターネット版 | 2002年12月20日 | Windows                               | アクアマリン | チュンソフト | CD-ROM                          | CYU0002     | ダウンロード版に追加要素を収録したパッケージ版として発売                                             | [ 4 ] [ 5 ] [ 6 ]    |
| 4   | 風来のシレンDX 月影村の怪物                                   | 2010年4月27日  | FOMA905i/705iシリーズ以降 （iアプリ） | ドワンゴ     | ドワンゴ     | ダウンロード                    | -           | リメイク版 2010年5月25日にバージョンアップ版配信 2010年8月26日に新ダンジョン「不思議ノ壺塚」追加配信 | [ 10 ] [ 11 ]        |
| 5   | 不思議のダンジョン 風来のシレン 月影村の怪物 for Android      | 2011年5月27日  | Android                               | チュンソフト | チュンソフト | ダウンロード                    | -           | | [ 12 ] [ 13 ] [ 14 ] |
| 6   | 不思議のダンジョン 風来のシレン 月影村の怪物 for Android      | 2012年3月1日   | Android                               | チュンソフト | チュンソフト | ダウンロード （auスマートパス） | -           | | [ 15 ]               |

### Windows版専用ダンジョン
Windows版では、さらに以下のダンジョンが追加されている。いずれのダンジョンも道具はすべて未識別状態で登場する。
- 日替わり15階
- 週替わり30階
- 月替わり50階
それぞれ各期間同じ構造のダンジョンが出現する。
- クロンの拳
全50階。武器と盾が存在せず、代わりにちからの種とパワーアップの巻物が大量に落ちている。
- 一色即発
全20階。各階ごとに同じ色の敵しか出ない。またモンスターハウスが各階に必ずある。
- 果てしなき道
基本は月影村出口と同じ。ただしダンジョン名の通り階層が無限に続く。
- 試し斬り
10階までしかないが各階はほぼ大部屋モンスターハウス構造。道具を5つまで持ち込める。
- 杖道一直線
全50階。武器と盾がなく落ちている道具の大半が杖。
- 今週の穴
各週ごとにテーマに沿ったダンジョンが出現。（テーマの例:全階層が迷路構造、自動HP回復がない、常に暗闇状態など）

また、Windows版は後に、風来救助や週替わりダンジョンなどの追加機能を搭載した「インターネット版」も登場している。インターネット版はまずダウンロード販売で先行発売され、後にパッケージ版が発売された。なお、ダウンロード販売は2005年6月30日に販売終了、2006年1月31日にオンラインサービスが終了している。

## スタッフ
- 監督：長畑成一郎
- 企画、脚本：冨江慎一郎
- 原画：長谷川薫
- 音楽：すぎやまこういち
- 開発監督：斉藤昌快
- チーフ・プログラマー：小川一美
- プログラム：中島康雄、二位真裕、山田信洋
- 美術監督：田中信二
- 美術：桜井伝、清水一男
- 音響：中嶋康二郎
- フェイの問題：柳澤謙一
- 協力：小池賢一、斉藤ひとみ、泉川寿代、谷川千春
- 製作：中村光一

## 評価
- ゲーム誌『ファミ通』の「クロスレビュー」では9・10・9・8の合計36点（満40点）でプラチナ殿堂を獲得[16][19]、スーパーファミコンからゲームボーイへとハードが変更された事で、ボタン数の減少による操作性への影響がレビュアーからは焦点として挙げられていたが、サワディ・ノダは「問題なくゲームボーイで遊ばせている」、ローリング内沢は「ゲームボーイなりに考えて作られている」、忍者増田は「ゲームボーイゆえ、操作が複雑になるのは仕方ないところ」と概ね肯定的な評価となった[19]。またゲーム性に関しては、スーパーファミコン版と比較した上でノダは「あの中毒性もそのまんま」、内沢は「楽しさはまったく別のもの。（中略）ハードの性能が違うのに、よくここまで同じレベルの楽しさを移植できたと思う」、イザベラ永野は「（ハードの違いによる）さまざまな問題を考慮して、遊びやすく仕上げている」と称賛の声が大きく挙げられた他、増田は「1動作のミスが命取りになる」と指摘した上で、「ゲームをとてもスリリングにしている」と肯定的に評価した[19]。

- 『ファミリーコンピュータMagazine』の読者投票による「ゲーム通信簿」での評価は以下の通り、23.7点（満30点）となっている[17]。また、1998年に刊行されたゲーム誌『超絶 大技林 '98年春版』（徳間書店）では、「折り返し地点や難易度の選択など独自の要素も魅力」と肯定的に評価された[17]。

| 項目 | キャラクタ | 音楽 | お買得度 | 操作性 | 熱中度 | オリジナリティ | 総合 |
| 得点 | 4.0        | 3.8  | 4.1      | 3.6    | 4.3    | 4.0            | 23.7 |

- ゲーム本『ゲームボーイパーフェクトカタログ』では、入る度に形状が変化するダンジョンを繰り返し探索した上での深部への到着感が本シリーズ共通の面白さであると指摘した他、プレイヤー自身が成長できる事が本作の魅力であるとして肯定的に評価した[18]。